# 2011年世界短道速滑团体锦标赛
2011年世界短道速滑团体锦标赛于2011年3月19日-2011年3月20日在波兰华沙举行。世界短道速滑团体锦标赛由国际滑冰联盟主办，该组织还举办速度滑冰和花样滑冰世界杯和锦标赛。
根据短道速滑世界杯的成绩，排名前八的队伍能够自动获得参赛资格，分为两个半区，每个半区四支队伍。每个队伍有四名选手参加500米和1000米，两名选手参加3000米，还有女子3000米接力和男子5000米接力。单项比赛的前四名分别获得5、3、2、1分；接力比赛的前四名分别获得10、6、4、2分；若是犯规，赋予0分。
每个半区排名第一的队伍进入A组决赛，排名第四的队伍进入B组决赛；剩余四队进入复赛，前两名进入A组决赛，后面两名进入B组决赛。

## 比赛结果
| 项目 | 金牌                                         | 银牌                                            | 铜牌                                                                                        |
| 男子 | · 卢珍圭 · 金秉俊 · 严天颢 · 金哲民 · 李昊锡 | 中国 · 龚秋文 · 杨劲 · 梁文豪 · 宋伟龙 · 刘显伟 | 加拿大 · 弗朗索瓦·阿默兰 · 纪尧姆·布莱斯-杜福尔 · 夏尔·阿默兰 · 奥利维耶·让 · 迈克尔·吉尔代 |
| 女子 | · 金潭民 · 黄铉善 · 朴胜羲 · 赵海利          | 中国 · 李坚柔 · 肖涵 · 刘秋宏 · 范可新 · 张会   | 美国 · 凯瑟琳·罗伊特 · 艾莉森·杜德克 · 拉娜·格林 · 杰西卡·史密斯 · 埃米莉·斯科特            |

## 积分排名

### 男子
| 排名 | 国家   | 分数 |
| ---- | ------ | ---- |
| 金牌 |        | 38   |
| 銀牌 | 中国   | 35   |
| 銅牌 | 加拿大 | 28   |
| 4    | 日本   | 18   |
| 5    | 美国   | —    |
| 6    | 俄羅斯 | —    |
| 7    | 波蘭   | —    |
| 8    | 土耳其 | —    |

### 女子
| 排名 | 国家   | 分数 |
| ---- | ------ | ---- |
| 金牌 |        | 35   |
| 銀牌 | 中国   | 34   |
| 銅牌 | 美国   | 29   |
| 4    | 加拿大 | 22   |
| 5    | 義大利 | —    |
| 6    | 日本   | —    |
| 7    | 俄羅斯 | —    |
| 8    | 波蘭   | —    |

## 另请参阅
- 2010年至2011年短道速滑世界杯
- 2011年欧洲短道速滑锦标赛
- 2011年世界短道速滑锦标赛